# Языки Болгарии
Официальный язык в Болгарии — болгарский. Он является первым и пока единственным языком на кириллице, признанным в качестве одного из 23-х официальных языков Европейского союза — с 1 января 2007 года. Официальная газета Европейского союза печатается и на кириллице.
Помимо болгарского, значительное распространение в нескольких регионах Болгарии имеет также турецкий язык (в областях Кырджали, Разград, Тырговиште, Шумен, Силистра, Добрич, Русе и Бургас, где проживает 63,7 % турецкого населения страны).
| этническая группа | часть из населения | родной язык | родной язык | родной язык | родной язык | родной язык | родной язык |
| этническая группа | часть из населения | болгарский  | турецкий    | цыганский   | румынский   | русский     | украинский  |
| болгары           | 84,8               | 99,4        | 0,3         | 0,1         | 0,01        | 0,07        | 0,005       |
| турки             | 8,8                | 3,2         | 96,6        | —           | —           | 0,002       | —           |
| цыгане            | 4,9                | 7,5         | 6,7         | 85,0        | 0,6         | 0,005       | —           |
| русские           | 0,15               | 1,9         | 0,08        | —           | —           | 96,8        | 0,2         |
| украинцы          | 0,03               | 1,9         | —           | —           | —           | 24,3        | 72,5        |

Болгарский язык является родным для 85,2 % населения страны, турецкий — 9,1 %, цыганский — 4,2 %, русский — 0,23 %, армянский — 0,08 %, румынский — 0,08 %, греческий — 0,05 %, влашский — 0,03 %, украинский — 0,03 %, македонский — 0,02 %, татарский — 0,02 %, арабский — 0,02 %, иврит — 0,002 %.

## Языковая политика
Статья 36 2-й главы Конституции Республики Болгарии — «Основные права и обязанности граждан» — гласит:
(1) Изучение и использование болгарского языка есть право и обязанность всех болгарских граждан.
(2) Граждане, для которых болгарский язык не является материнским, имеют право параллельно с обязательным изучением болгарского языка изучать и использовать свой язык.

(3) Случаи, в которых используется только официальный язык, определяются законом.
Вопросы языковой политики (прежде всего касающиеся использования турецкого языка) традиционно являются одной из важнейших тем болгарской политики. Так, в 2009 году во многих регионах Болгарии прошла акция по сбору подписей в пользу проведения референдума о новостных выпусках болгарского телевидения (БНТ) на турецком языке. Последовательным противником использования турецкого языка в государственных СМИ является партия «Атака» (9,36 % голосов на парламентских выборах, 21 депутатское место в парламенте).
Премьер-министр Бойко Борисов заявил, что референдума не будет в любом случае. Его позицию пояснила министр иностранных дел Румяна Желева: большинство не может решать вопросы, касающиеся прав меньшинств.

## Иностранные языки в Болгарии
В Болгарии, как во всех европейских государствах, есть узкопрофилированные специалисты во всех областях науки, техники, искусства и культуры. Но на болгарском языке переводятся и печатаются только самые фундаментальные и выдающиеся научные труды. Население страны небольшое — 2,8 млн человек в 1880 году, 5,8 млн в 1930 году, 8,9 млн в 1980 году и 7,4 млн сейчас. Регулярные переводы и печатание на болгарском языке узкоспециализированных изданий редко окупается экономически. Чтобы не отставать от самых современных достижений мировой науки и культуры, болгарские интеллектуалы и специалисты знают, по меньшей мере, один иностранный язык, нередко — по два или больше. Знание как минимум одного иностранного языка всегда являлось обязательным условием для назначения на научно-исследовательскую или на ответственную руководительскую должность в Болгарии.

### Французский язык в Болгарии
С середины XIX до середины XX века самым популярным иностранным языком в стране являлся французский.

### Немецкий язык в Болгарии
С 1878 года (прихода Александра Баттенберга в Болгарию) по середину XX века, особенно в 30-х — 40-х годах, очень широкое распространение получил немецкий язык.

### Русский язык в Болгарии
С 1946 по 1989 года наиболее значимым иностранным языком в Народной Республике Болгарии был русский. Он изучался обязательно с 3-го по 8-й класс в основных школах и не менее двух лет в средних школах. Ныне почти все болгары, родившиеся до 1975 года, неплохо понимают почти всё по-русски, хотя только выпускники высших и элитных средних школ могут свободно объясняться. Всплеск антисоветских настроений в 90-х годах XX века в Болгарии развития не получил. В стране сохранились школы с углублённым преподаванием русского языка.

### Английский язык в Болгарии
После 10 ноября 1989 года (краха социализма в стране) и особенно после вступления Болгарии в НАТО (20 апреля 2004) и ЕС (1 января 2007) самым распространённым иностранным языком в стране является английский.

## Научные исследования и динамика языковой ситуации начала XXI века
В ходе переписей населения в Болгарии (как и в России) учитывается лишь декларируемый родной язык. Попытки исследовать обиходный язык населения привели к следующим результатам: по данным на 2019 год на турецком языке в домашнем обиходе обычно общаются 14% населения Болгарии (что является максимальным показателем для страны ЕС). При этом, в Болгарии благодаря высокому естественному приросту цыган также быстро увеличивается доля использующих цыганский язык (6%). В результате, по доле использующих официальный (болгарский) язык в домашнем обиходе Болгария с долей в 80% занимает самую нижнюю строчку в рейтинге ЕС. Падение доли регулярно использующих болгарский язык объясняется более высокой рождаемостью в среде неболгар, а также массовой эмиграцией этнически болгарского населения, что приводит к уменьшению популярности болгарского языка среди этнических меньшинств.